# 克拉斯諾皮利亞 (新莫斯科夫斯克區)
49°09′42″N 34°50′55″E / 49.16167°N 34.84861°E
克拉斯諾皮利亞（烏克蘭語：Краснопілля）是烏克蘭中部的村莊，隸屬第聶伯羅彼得羅夫斯克州的薩馬爾區。該村海拔高度75米，2001年人口122。